# Paodao Jiao
Paodao Jiao (chinesisch 跑道角, Pinyin Pǎodào Jiǎo – „Startbahnkap“) heißt ein Kap im Westen der Fildes-Halbinsel von King George Island, der größten der Südlichen Shetlandinseln.
Es bildet die Spitze der Landzunge, auf die das westliche Ende der Start- und Landebahn des chilenischen Flugplatzes Aeródromo Teniente Rodolfo Marsh Martin hinausragt.
Chinesische Kartographen benannten die Landspitze 1986 bei der Auswertung von Luftaufnahmen.